# Inglaterra en la Copa Mundial de Rugby de 1995
La Rosa fue una de las 16 naciones participantes de la Copa Mundial de Rugby de 1995, que se celebró en Sudáfrica.
Inglaterra llegó en un gran nivel a la tercera copa del mundo, la última de la era aficionada, habiendo obtenido el Grand Slam como vencedora máxima en el Torneo de las Cinco Naciones 1995 y por eso era candidata al título.

## Plantel
Rowell de 58 años fue el primer entrenador que se apoyó en un juego de backs, a diferencia de la tradición inglesa, por lo que este torneo vio a una Inglaterra renovada.
El Bath Rugby tuvo más seleccionados que cualquier otro club, debido a que dominó el Reino Unido en los años 1990.
|                         | Jugador           | Edad    | Posición      | Tests | Equipo             |
| ----------------------- | ----------------- | ------- | ------------- | ----- | ------------------ |
| Hookers y Pilares       |                   |         |               |       |                    |
|                         | Graham Dawe       | 35 años | Hooker        | 4     | Bath Rugby         |
| 1                       | Jason Leonard     | 26 años | Pilar         | 40    | Harlequins FC      |
|                         | John Mallett      | 25 años | Pilar         | 0     | Bath Rugby         |
| 2                       | Brian Moore       | 33 años | Hooker        | 63    | Harlequins FC      |
|                         | Graham Rowntree   | 24 años | Pilar         | 1     | Leicester Tigers   |
| 3                       | Victor Ubogu      | 30 años | Pilar         | 15    | Bath Rugby         |
| Segundas líneas         |                   |         |               |       |                    |
| 5                       | Martin Bayfield   | 28 años | Segunda línea | 25    | Northampton Saints |
| 4                       | Martin Johnson    | 25 años | Segunda línea | 14    | Leicester Tigers   |
|                         | Richard West      | 24 años | Segunda línea | 0     | Gloucester Rugby   |
| Alas y Octavos          |                   |         |               |       |                    |
|                         | Neil Back         | 26 años | Ala           | 2     | Leicester Tigers   |
| 7                       | Ben Clarke        | 27 años | Ala           | 21    | Bath Rugby         |
|                         | Steve Ojomoh      | 25 años | Octavo        | 6     | Bath Rugby         |
| 8                       | Dean Richards     | 31 años | Octavo        | 48    | Leicester Tigers   |
| 6                       | Tim Rodber        | 25 años | Ala           | 14    | Northampton Saints |
| Medios scrums           |                   |         |               |       |                    |
|                         | Kyran Bracken     | 23 años | Medio scrum   | 8     | Bristol Bears      |
| 9                       | Dewi Morris       | 31 años | Medio scrum   | 24    | Orrell R.U.F.C.    |
| Aperturas y Centros     |                   |         |               |       |                    |
| 10                      | Rob Andrew        | 32 años | Apertura      | 70    | Wasps RFC          |
| 13                      | Will Carling      | 29 años | Centro        | 56    | Harlequins FC      |
|                         | Phil de Glanville | 26 años | Centro        | 10    | Bath Rugby         |
| 12                      | Jeremy Guscott    | 29 años | Centro        | 39    | Bath Rugby         |
|                         | Damian Hopley     | 25 años | Centro        | 0     | Wasps RFC          |
| Fullbacks y Wings       |                   |         |               |       |                    |
|                         | Jon Callard       | 29 años | Fullback      | 3     | Bath Rugby         |
| 15                      | Mike Catt         | 23 años | Fullback      | 6     | Bath Rugby         |
|                         | Ian Hunter        | 26 años | Wing          | 5     | Northampton Saints |
| 11                      | Rory Underwood    | 32 años | Wing          | 79    | Leicester Tigers   |
| 14                      | Tony Underwood    | 26 años | Wing          | 16    | Leicester Tigers   |
| Entrenador: Jack Rowell |                   |         |               |       |                    |

## Participación
La Rosa integró el Grupo B con Argentina, la débil Azzurri y la dura Samoa. Inglaterra ganó la zona venciendo a los Pumas por 6 puntos, a Italia por un try convertido y sorprendentemente a los oceánicos cómodamente.

### Fase final
En los cuartos se cruzaron ante los Wallabies, reinantes campeones, del técnico Bob Dwyer, Ewen McKenzie, Rod McCall, Viliami Ofahengaue, George Gregan, el capitán Michael Lynagh y David Campese. Los británicos triunfaron con un drop inolvidable de Andrew y tomaron revancha de la final anterior.
Las semifinales los enfrentó a los favoritos All Blacks que venían imparables con el técnico Laurie Mains, Ian Jones, Mike Brewer, Graeme Bachop, Walter Little y el capitán Sean Fitzpatrick. Un implacable Jonah Lomu, pese a un tremendo desempeño de los ingleses, anotó cuatro tries para el triunfo kiwi.

### Tercer puesto
El partido consuelo los puso frente a Les Bleus del técnico Pierre Berbizier, Louis Armary, Olivier Roumat, Marc Cécillon, Fabien Galthié, Philippe Sella y el capitán Philippe Saint-André.